# Calamita melanorabdotus
Calamita melanorabdotus е вид жаба от семейство Дървесници (Hylidae).

## Разпространение и местообитание
Видът е разпространен в Бразилия.
Обитава сладководни басейни и реки.